# Cantó de Soulaines-Dhuys
El cantó de Soulaines-Dhuys és un antic cantó francès del departament de l'Aube, situat al districte de Bar-sur-Aube. Té 21 municipis i el cap és Soulaines-Dhuys. Va desaparèixer el 2015.

## Municipis
- La Chaise
- Chaumesnil
- Colombé-la-Fosse
- Crespy-le-Neuf
- Éclance
- Épothémont
- Fresnay
- Fuligny
- Juzanvigny
- Lévigny
- Maisons-lès-Soulaines
- Morvilliers
- Petit-Mesnil
- La Rothière
- Saulcy
- Soulaines-Dhuys
- Thil
- Thors
- Vernonvilliers
- Ville-aux-Bois
- Ville-sur-Terre

## Història
| Data d'elecció                           | Identitat           | Partit                     | Qualitat |
| ---------------------------------------- | ------------------- | -------------------------- | -------- |
| 1945-1958                                | André Maitrot       | RPF, després divers droite |          |
| 1958-1973                                | Fernand Boussel     | RI                         |          |
| 1973-1985                                | Thierry             | Centrista, després UDF     |          |
| 1985-2011                                | Michel Roche        | Divers droite              |          |
| 2011-2015                                | Philippe Dallemagne | Divers droite              |          |
| les dades anteriors no són pas conegudes |                     |                            |          |
|                                          |                     |                            |          |

## Demografia
| A partir de 1990: Població sense dobles comptes |